# Tora Tora (englische Band)
Tora Tora war eine englische New-Wave-of-British-Heavy-Metal- und Rock-Band aus Manchester, die 1979 gegründet wurde und sich Ende der 1980er Jahre unter dem Namen Tora auflöste.

## Geschichte
Die Band wurde 1979 von vier Jugendlichen gegründet. Mitte 1980 wurde die selbstfinanzierte Single Red Sun Setting in den Cargo Studios in Rochdale aufgenommen, wobei das Durchschnittsalter der Mitglieder hierbei bei etwa 17 Jahren lag. Der Tonträger erschien im Herbst desselben Jahres bei Mancunian Metal Records und enthält den Song Highway (Shooting Like a Bullet) als B-Seite. Danach verließen der Sänger Brenn und der Bassist Ian Dalglish die Besetzung. Letzter wurde durch Nigel Blyth ersetzt, der gelegentlich auch Keyboardklänge beisteuerte. Den Gesang übernahm der Gitarrist Peter North. In veränderter Besetzung wurde ein Demo aufgenommen, das die Lieder Rod of Iron, Burn Down Ya Stack und das UFO-Cover Shoot Shoot enthält. Zuvor war die Band auf Tour durch den Nordwesten Englands gegangen. Es folgten weitere Besetzungswechsel, woraufhin die Besetzung aus den Langzeitmitgliedern Paul Wheeldon und Peter North, dem Sänger Mick Leach, dem Bassisten John Murney und dem Schlagzeuger Kevin Whitehead bestand. Daraufhin wurde ein weiteres Demo aufgenommen mit den Songs Night of the Demons, Island of Gods und Rockin’ in the UK. Kurz darauf wurde eine Auswahl an Demoaufnahmen bei Piccadilly Radio gespielt, ehe die Band im Mai 1981 in Manchester auf dem U.M.I.S.T. Metal Festival spielte, an dem auch Sacred Alien, Rox (noch unter dem ursprünglichen Namen Venom), Silverwing und Diamond Head teilnahmen. Dadurch, dass die Band in der Sparte Armed and Ready im Magazin Kerrang aufgeführt wurde, konnte sie ihre Bekanntheit weiter steigern. Nach dem Festivalauftritt unterzeichnete die Gruppe einen Plattenvertrag bei CBS Records für die Veröffentlichung von fünf Alben, der jedoch schon bald wieder aufgelöst wurde. Es schlossen sich weitere Konzerte an, wobei die Gruppe kein professionelles Management hatte, sondern diesbezügliche Aufgaben von Familienmitgliedern übernommen wurde. Danach erschien eine weitere selbstfinanzierte Single Don't Want to Let You Go mit der B-Seite Sorry I Broke Your Heart, die jedoch kaum beworben wurde. Es ist nicht genau klar, aus welchen Mitgliedern die Besetzung zu diesem Zeitpunkt bestand, jedoch schien sich der Posten des Sängers erneut verändert zu haben. Auch war das Veröffentlichungsdatum nicht auf dem Tonträger angegeben, sodass nur 1984 als ungefähres Veröffentlichungsjahr angenommen werden kann.
Nach ein paar Jahren Pause meldete sich die Band mit neuer Besetzung und einen auf Tora verkürzten Namen zurück. Die bestand nun neben Wheeldon und North aus dem Bassisten Nigel Blyth, der zur Besetzung zurückgekehrt war, sowie dem Sänger Pete Jackson, dem Schlagzeuger Paul Quinn und dem Keyboarder Kevin Brannie. Es folgte ein Demo sowie mehrere Konzerte, sodass sie die Aufmerksamkeit vom Kerrang und ein paar Fanzines erreichte. Daraufhin erschien 1987 über Laminate Records die Single Deja Vu mit She's History als B-Seite. Die Single verkaufte sich jedoch nur mäßig. In der Folgezeit änderte sich die Besetzung mehrfach, unter anderem kam Pete McGuckian als neuer Sänger dazu. Die Band blieb für den Rest der 1980er Jahre weiter aktiv: So trat sie zusammen mit FM auf und spielte 1988 mit The Dogs D’Amour.

## Stil
Laut Malc Macmillan in The N.W.O.B.H.M. Encyclopedia ist auf der Debütsingle mittelschnelle, geradlinige Musik zu hören, die typisch für die Frühzeit der NWoBHM sei. Sie sei vergleichbar mit der von Chainsaw, Sledgehammer und Torture. Don't Want to Let You Go klinge „polierter“ und melodischer und mit Songs von Sherwood und Grand Prix vergleichbar. Deja Vu gehe weiter in eine kommerziellere Richtung, sodass man die Single zwischen Veröffentlichungen von Radio Moscow und Voyager UK einordnen könne. Das Material habe nichts mehr mit den anfänglichen Veröffentlichungen zu tun. In The International Encyclopedia of Hard Rock and Heavy Metal wurde angemerkt, dass die Gruppe klangliche Gemeinsamkeiten zu Black Sabbath aufweist.

## Diskografie
als Tora Tora
- 1980: Red Sun Setting (Single, Mancunian Metal Records)
- ca. 1984: Don't Want to Let You Go (Single, Tora Records)

als Tora
- 1987: Deja Vu (Single, Laminate Records)